# Wohngebäudeversicherung
Eine Wohngebäudeversicherung ist eine Sachversicherung, die in der Regel als verbundene Wohngebäudeversicherung (kurz: VWG) zugleich Schäden durch Feuer, Leitungswasser, Sturm und Hagel abdeckt. 
Das versicherte Objekt muss dabei mindestens zu 50 % zu Wohnzwecken genutzt werden, ansonsten ist eine allgemeine Gebäudeversicherung abzuschließen.
Über die elementaren Grundgefahren hinaus bieten die meisten Versicherer in Deutschland auch erweiterten Versicherungsschutz gegen beispielsweise erweiterte Elementargefahren an. Hierzu gehören beispielsweise Überschwemmungen, Erdbeben, -senkungen oder -rutsche. Der Versicherungsschutz kann von jedem Versicherer individuell angeboten werden. Einen einheitlichen Anhaltspunkt bieten die Musterbedingungen zur verbundenen Wohngebäudeversicherung des Gesamtverbandes der deutschen Versicherungswirtschaft.

## Rechtliche Grundlagen
Eine Wohngebäudeversicherung ist ein Versicherungsvertrag und bewegt sich somit rechtlich im Rahmen des Bürgerlichen Gesetzbuchs (BGB), Handelsgesetzbuchs (HGB) und Versicherungsvertragsgesetzes (VVG). Gegen Versicherungsprämie schließt der Kunde einen Vertrag bei einer Gesellschaft. Somit werden die individuellen Gesellschaftbedingungen Vertragsbestandteil. Diese Bedingungen unterteilen sich hierbei für gewöhnlich folgendermaßen:
- Allgemeine Wohngebäudeversicherungsbedingungen (VGB)
- Klauseln
- Besondere Bedingungen für weitere Elementarrisiken in der Wohngebäudeversicherung (BEW oder BBEW)
- individuelle Vereinbarungen

Gemäß dem EU-Wettbewerbs-Recht kann jede Versicherung ihre Bedingungen seit 1994 selbst bestimmen. Dies erschwert erheblich die Vergleichbarkeit der einzelnen Angebote.
Die Allgemeinen Wohngebäudeversicherungsbedingungen wurden gemäß folgender Chronologie entwickelt:
- Allgemeine Wohngebäudeversicherungsbedingungen 1962
- Allgemeine Wohngebäudeversicherungsbedingungen 1988
- Allgemeine Wohngebäudeversicherungsbedingungen 2000
- Allgemeine Wohngebäudeversicherungsbedingungen 2008

## Inhalt der Versicherung
Die folgenden Definitionen beziehen sich auf die Musterbedingungen für Allgemeine Wohngebäudeversicherung des Gesamtverband der Deutschen Versicherungswirtschaft. Die einzelnen Versicherungsunternehmen sind nicht an diese gebunden. Jedoch richtet jedes Unternehmen sein Vertragswerk an diesem Muster aus.

### Versicherte Sachen
- Die im Versicherungsschein bezeichneten Gebäude
- Gebäudezubehör (z. B. Klingel- und Briefkastenanlagen, Müllboxen sowie Terrassen)
- sonstiges Gebäudezubehör, soweit ausdrücklich vereinbart (Beispiel: Carports, Gewächs- und Gartenhäuser, Hundehütten, Hof- und Gehwegbefestigungen)
- Einbaumöbel (Einbauküchen), die individuell für ein Gebäude gefertigt wurden
- Gebäudezubehör, soweit es sich im Gebäude befindet oder am Gebäude angebracht ist und der Instandhaltung oder zu Wohnzwecken dient

Weitere Gebäudebestandteile und Gebäudezubehör sowie Wasser und Abwasserrohre außerhalb des Grundstücks werden nur aufgrund besonderer Vereinbarung versichert.

### Nicht versicherte Sachen
Nicht versicherte Sachen sind nachträglich vom Mieter auf dessen Kosten eingefügte Sachen, für die dieser die Gefahr trägt, wie beispielsweise die Markise des Mieters.

### Die Versicherungen im Einzelnen
Die verbundene Wohngebäudeversicherung verbindet mindestens drei Versicherungen in einem Vertrag. Die drei Versicherungen sind die Feuer-, die Leitungswasser- sowie die Sturmversicherung inklusive Hagel. Jede Versicherung kann einzeln oder in beliebiger Kombination abgeschlossen werden. Die einzelnen Versicherungen vereinigen jeweils genau definierte Gefahren, welche das Gebäude und die weiteren versicherten Sachen bedrohen und durch diese versichert sein sollen.
| Versicherung        | Versicherte Gefahr               | genaue Definition gemäß Musterbedingungen |
| ------------------- | -------------------------------- | --- |
| Feuerversicherung   | Brand                            | Brand ist ein Feuer, das ohne einen bestimmungsgemäßen Herd entstanden ist oder ihn verlassen hat und das sich aus eigener Kraft auszubreiten vermag.                                                                                             |
| Feuerversicherung   | Blitzschlag                      | Blitzschlag ist der unmittelbare Übergang eines Blitzes auf Sachen. |
| Feuerversicherung   | Überspannung durch Blitz         | Überspannung durch Blitz ist ein Schaden [sic], der durch Überspannung, Überstrom oder Kurzschluss infolge eines Blitzes oder durch sonstige atmosphärisch bedingte Elektrizität an versicherten elektrischen Einrichtungen und Geräten entsteht. |
| Feuerversicherung   | Explosion                        | Explosion ist eine plötzliche Kraftäußerung durch Ausdehnung von Gasen oder Dämpfen. |
| Feuerversicherung   | Implosion                        | Implosion ist eine plötzliche Zerstörung eines Hohlkörpers durch äußeren Überdruck infolge eines inneren Unterdruckes. |
| Leitungswasservers. | Leitungswasser                   | Leitungswasser ist Wasser, das aus bestimmten Quellen bestimmungswidrig ausgetreten ist. |
| Leitungswasservers. | Frost- und sonstige Bruchschäden | In den Musterbedingungen gibt es keine Definition |
| Sturmversicherung   | Sturm                            | Sturm ist eine wetterbedingte Luftbewegung von mindestens Windstärke 8 (Windgeschwindigkeit mind. 63 km/h). |
| Sturmversicherung   | Hagel                            | In den Musterbedingungen gibt es keine Definition für Hagel. Die Gefahr Hagel ist unabhängig vom Ausmaß (z. B. Korngröße) ohne Eingrenzung versichert.                                                                                            |

#### 1. Feuerversicherung
In der Feuerversicherung ist das Wohngebäude gegen folgende Schadensursachen versichert:
- Brand,
- Blitzschlag,
- Explosion,
- Implosion und
- Aufprall eines Luftfahrzeuges, seiner Teile oder seiner Ladung.

Schäden durch Brand sind nur versichert, wenn es sich um ein Feuer handelt, welches zu einer offen erkennbaren Flamme geführt hat. Des Weiteren sind Brandschäden an z. B. Kaminen nicht versichert, wenn das Feuer den Kamin nicht verlassen hat.
- 7160 Überspannungsschäden durch Blitz
- 7161 Brandschäden durch Nutzwärme
- 7165 Fahrzeuganprall

#### 2. Leitungswasserversicherung
In der Leitungswasserversicherung wird unterschieden:
2.1 Leitungswasserschäden
- 7166 Regenwasserrohre innerhalb des Gebäudes – Klausel

2.2 Frost- und sonstige Bruchschäden
- 7260 Erweiterte Versicherung von Wasserzuleitungs- und Heizungsrohren auf dem Versicherungsgrundstück, die nicht der Versorgung versicherter Gebäude oder Anlagen dienen
- 7261 Erweiterte Versicherung von Wasserzuleitungs- und Heizungsrohren außerhalb des Versicherungsgrundstücks
- 7262 Erweiterte Versicherung von Ableitungsrohren auf dem Versicherungsgrundstück*
- 7263 Erweiterte Versicherung von Ableitungsrohren außerhalb des Versicherungsgrundstücks*

#### 3. Sturmversicherung
In der Sturmversicherung sind Sturmschäden durch Windbewegungen ab Windstärke 8 sowie Hagelschäden versichert. In der Meteorologie werden Windbewegungen erst ab Windstärke 9 als Sturm bezeichnet. Der Nachweis erfolgt durch umliegende Wetterstationen oder indirekt durch ähnliche Schäden an Gebäuden in der Nachbarschaft. Hagelschäden werden ähnlich abgeleitet.
Wenn ein Baum durch einen Sturm umfällt und z. B. auf ein Auto fällt, dann bezahlt die Versicherung, wenn das Auto versichert ist.

### Versicherte Kosten
- Schadenminderungskosten
- Aufräumungs- und Abbruchkosten, Bewegungs- und Schutzkosten
- Mietausfall
- 7362 Dekontaminationskosten
- 7360 Mehrkosten infolge behördlicher Wiederherstellungsbeschränkungen für Restwerte
- 7361 Gebäudebeschädigungen durch unbefugte Dritte
- 7363 Aufwendungen für die Beseitigung umgestürzter Bäume
- 7364 Wasserverlust
- 7365 Sachverständigenkosten

Bei Streitigkeiten über die Höhe der Versicherungsleistung kann ein Sachverständigenverfahren angestrengt werden. Hierdurch entstehen Kosten für den eigenen Sachverständigen sowie für einen vermittelnden Ombudsmann. Diese Kosten werden bei Einschluss der Klausel ersetzt.
- 7366 Graffitischäden

## Prämienberechnung; Über- und Unterversicherung
Wenn sich im Schadensfall herausstellt, dass eine Unterversicherung vorliegt, zahlt der Versicherer in der Regel nicht den vollen Schaden. Im Falle einer Überversicherung zahlt der Kunde eine überhöhte Versicherungsprämie und macht sich im Schadensfall unter Umständen verdächtig, diesen zum eigenen Vorteil vorsätzlich herbeigeführt zu haben. In der Regel wird eine Vollversicherung angestrebt.
Idealerweise verzichtet der Versicherer im Versicherungsvertrag darauf, im Schadensfall den ausgezahlten Betrag aufgrund einer vorliegenden Unterversicherung zu kürzen. Wenn der Versicherer einen solchen Unterversicherungsverzicht erklärt, wird er im Gegenzug entweder eine erhöhte Versicherungsprämie verlangen oder den tatsächlichen Wert des Gebäudes besonders genau prüfen, z. B. durch eine Wertermittlung.

### Versicherungssummen-Modell
Beim Versicherungssummenmodell wird zwischen Versicherer und Kunde eine Versicherungssumme vereinbart, die entweder fix ist oder sich z. B. der Entwicklung des Baupreisindex anpasst. Wenn sich im Schadensfall herausstellt, dass der wirkliche Wert des Gebäudes, der sogenannte "Versicherungswert", über der vereinbarten Versicherungssumme liegt, wird dies als Unterversicherung bezeichnet.
Der Versicherer zahlt höchstens die vereinbarte Versicherungssumme und nicht den tatsächlichen Wert des Gebäudes (den "Zeitwert") oder den Betrag, der benötigt wird, um das Gebäude neu zu errichten (den "Neuwert").
Auch wenn nur ein Teil des Gebäudes beschädigt wird, zahlt die Versicherung im Falle einer Unterversicherung nicht den vollen Schaden, sondern kürzt die Zahlung proportional zur festgestellten Unterversicherung.
Möglichkeiten zur Ermittlung des Gebäudewerts:
- Wertermittlung durch einen Gutachter
- tatsächliche Baukosten oder Kaufpreis des Gebäudes
- Ermittlung durch den Versicherer anhand verschiedener Kriterien, insbesondere Bauweise und Ausstattungsmerkmale des Gebäudes

Wird vereinbart, dass sich die Versicherungssumme flexibel nach dem gleitenden Neuwert des Gebäudes richten soll, so rechnet der Versicherer einen bekannten oder angenommenen Gebäudewert zurück auf den fiktiven Wert des Gebäudes im Jahr 1914. Von diesem Wert aus findet dann eine jährliche Anpassung statt, in der Regel anhand des Baupreisindex.

### Wohnflächen-Modell
Bei dem sogenannten Wohnflächenmodell legt der Versicherer die Versicherungsprämie anhand der angegebenen Wohnfläche fest.
Hier wird vom Versicherer in der Regel der "Verzicht auf den Einwand der Unterversicherung" erklärt, da es ansonsten für den Kunde nicht ersichtlich wäre, ob der Neuwert des Gebäudes abgedeckt ist oder eine Unterversicherung vorliegt.

## Übergang des Versicherungsverhältnisses auf den Erwerber
Auf die Wohngebäudeversicherung finden die Vorschriften der Sachversicherung (§§ 88 ff. VVG) Anwendung. Wird ein versichertes Wohngebäude an einen Erwerber veräußert, so geht nach § 95 Abs. 1 VVG der Versicherungsschutz auf den Erwerber über. Die Vorschrift dient dazu, Unterbrechungen im Versicherungsschutz bei Veräußerung der versicherten Sache zu vermeiden. Um dem Grundsatz der Vertragsfreiheit dennoch gerecht zu werden, steht dem Erwerber ein sofortiges Kündigungsrecht nach § 96 VVG zu, das er innerhalb eines Monats nach Eigentumsübergang (Eintragung als Eigentümer in Abt. I des Grundbuches) ausüben muss. Ist der Erwerber bereits als Eigentümer ins Grundbuch eingetragen worden und hatte er bisher keine Kenntnis vom Bestehen einer Wohngebäudeversicherung, beginnt die Monatsfrist erst ab seiner Kenntnis. Kündigt der Erwerber fristgemäß, entfällt damit seine Haftung für die Prämie. Der Veräußerer (bisheriger Eigentümer und Versicherungsnehmer) hat dann auch nur noch bis zum Vertragsende die Prämie zu zahlen. Hat er die Prämie z. B. als Jahresprämie im Voraus gezahlt, ist ihm die anteilig zu viel gezahlte Prämie vom Versicherer zurück zu erstatten (pro rata temporis).
Nach Abschluss des notariellen Kaufvertrages, aber noch vor Eintragung des Käufers als Eigentümer im Grundbuch, stellt sich die Rechtslage wie folgt dar: hat der Käufer den Versicherungsschein bereits vom Verkäufer erhalten, so kann er als Versicherter i. S. d. § 44 Abs. 2 VVG auch im eigenen Namen Ansprüche aus dem Vertrag gegen den Versicherer geltend machen (z. B. die Erstattung eines zwischenzeitlich eingetretenen Brandschadens). Ist der Käufer allerdings noch nicht in Besitz des Versicherungsscheins, so muss er sich die Ersatzansprüche vom Verkäufer abtreten oder sich entsprechend bevollmächtigen lassen.
Mitunter kann es daher auch sinnvoller sein, als Käufer bereits vor Übergang des Eigentums eine eigene Wohngebäudeversicherung abzuschließen, z. B. ab dem Tag der Kaufpreiszahlung. Hierfür muss der Käufer nicht Eigentümer sein. Gemäß BGH-Rechtsprechung ist nämlich ausreichend, dass er ein berechtigtes Interesse an der Absicherung des Gebäudes hat. Ein eigener Versicherungsvertrag hat für den Käufer auch den Vorteil, dass er z. B. ab Zahlung des Kaufpreises sein Kaufobjekt bereits nach eigenen Vorstellungen über einen passenden Versicherungsumfang versichert hat und dann auch als Versicherungsnehmer – und nicht nur als Versicherter – Schadensleistungen vom Versicherer verlangen kann.

## Marktsituation in Deutschland
Insgesamt bestanden Ende 2012 19,2 Millionen Wohngebäudeversicherungsverträge in Deutschland. Der größte einzelne Wohngebäudeversicherer Deutschlands war Ende 2006 die SV Gebäudeversicherung AG mit einem Bestand von 2,57 Millionen Policen.
Die größten zehn Unternehmen betreuen zusammen annähernd 2/3 der Verträge (62 % Marktanteil).
In der folgenden Tabelle sind die Anzahlen der Verträge jeweils für den Stand 31. Dezember des Jahres angegeben; die Zahlen für 2006 lagen in der verwendeten Quelle nur auf Tausender gerundet vor.
| Top 2006 | Top 2004 | Unternehmen                                      | Verträge 2006 | Verträge 2004 |
| -------- | -------- | ------------------------------------------------ | ------------- | ------------- |
| 1        | 2        | SV Gebäudeversicherung AG                        | 2.570.000     | 2.825.714     |
| 2        | 3        | Bayerische Landesbrandversicherung AG            | 2.564.000     | 2.627.607     |
| 3        | 1        | Allianz AG                                       | 2.072.000     | 2.904.342     |
| 4        | 4        | Westfälische Provinzial Versicherung AG          | 2.035.000     | 2.060.849     |
| 5        | 6        | R+V Allgemeine Versicherung AG                   | 744.000       | 638.668       |
| 6        | 5        | Provinzial Rheinland Versicherung AG             | 638.000       | 672.272       |
| 7        | 7        | AXA Versicherung AG                              | 543.000       | 539.123       |
| 8        | 10       | HUK-Coburg a. G.                                 | 515.000       | 472.222       |
| 9        | 9        | Bayerischer Versicherungsverband Versicherung AG | 503.000       | 475.181       |
| 10       | 8        | VGH Landschaftliche Brandkasse Hannover AG       | 488.000       | 492.764       |
|          |          | Summe Top 10                                     | 12.672.000    | 13.708.742    |
| Σ        |          | gesamt                                           | 20.550.000    | 18.800.000    |

Zu beachten ist der hohe Anteil der öffentlichen-rechtlichen Versicherungsunternehmen. Diese profitieren vom Beiverkauf im Rahmen der Baufinanzierungen durch die marktführenden Sparkassen und Landesbausparkassen, die beide ebenfalls öffentlich-rechtliche Einrichtungen sind. Die Dominanz der öffentlich-rechtlichen erkennt man leicht bei Betrachtung der Unternehmensgruppen anstatt der einzelnen Unternehmen. Grob gesagt ist jeder zweite Vertrag mit einem öffentlich-rechtlichen Unternehmen geschlossen. Hier die Zahlen für 2004 nach Unternehmensgruppen:
| Top | Unternehmensgruppe                    | Verträge 2004 | Verbundszugehörigkeit           |
| --- | ------------------------------------- | ------------- | ------------------------------- |
| 1   | Versicherungskammer Bayern            | 3.273.186     | Sparkassen-Finanzgruppe         |
| 2   | Allianz Group AG                      | 2.904.342     | –                               |
| 3   | SV Sparkassen-Versicherung Holding AG | 2.825.714     | Sparkassen-Finanzgruppe         |
| 4   | Provinzial Nordwest Holding AG        | 2.558.089     | Sparkassen-Finanzgruppe         |
| 5   | R+V Allgemeine Versicherung AG        | 638.668       | Genossenschaftl. Finanz-Verbund |
| Σ   | Summe Top 5                           | 12.199.999    |                                 |

## Pflichtversicherung
Seit dem Hochwasser im Sommer 2013 steht eine obligatorische Wohngebäudeversicherung mit Schutz vor Elementarschäden für Hausbesitzer in der Diskussion. Während sich die Justizminister der Bundesländer einig sind, die Pflichtversicherung müsse kommen, hat sich das EU-Parlament mittlerweile gegen eine europaweite Pflicht entschieden. Im Koalitionsvertrag des Kabinetts Merkel III ist vereinbart worden, dass die Einführung einer Elementarschaden-Pflichtversicherung zumindest überprüft werden soll. Im August 2015 wurde klar, dass es keine Pflichtversicherung geben wird. Nach der Hochwasserkatastrophe 2021 wird nach Zustimmung der Bundesländer in Deutschland die Ausgestaltung einer gesetzlichen Regelung zur Einführung einer Versicherungspflicht erneut geprüft.